# Сергиево-Посадский район
Се́ргиево-Поса́дский район — упразднённая административно-территориальная единица (район) и муниципальное образование (муниципальный район) в Московской области России.
Административный центр — город Сергиев Посад. Временно исполняющий полномочия главы муниципального района — Дмитрий Александрович Акулов.
1 апреля 2019 года Сергиево-Посадский муниципальный район был упразднён, а все входившие в его состав поселения были объединены в единое муниципальное образование Сергиево-Посадский городской округ.
16 июня 2019 года Сергиево-Посадский район как административно-территориальная единица области был упразднён, а вместо него образован город областного подчинения Сергиев Посад с административной территорией.

## География
Площадь района составляет 2026,97 км² (202 697 га). Граничит с городскими округами Московской области: Пушкинским, Дмитровским, Талдомским, а также с Тверской, Ярославской и Владимирской областями.
Основные реки — Кунья, Торгоша, Воря, Веля, Кубжа, Дубна.

## История
В 1919 году Сергиевский посад получил статус города и стал центром Сергиевского уезда. 12 июля 1929 года из части его территории был образован Сергиевский район. В состав района вошли город Сергиев из следующие сельсоветы:
- из Ерёминской волости: Григоровский, Ерёминский, Марьинский, Соснинский, Чижовский
- из Озерецкой волости: Васильевский, Озерецкий, Ярыгинский
- из Рогачёвской волости: Богородский, Выпуковский (селения Выпуково и Жерлово (к нему были присоединены Сметьёвский (селения Геронтьево, Несвитаево и Сметьёво), Титовский (селения Борисово и Титовское) и Фёдоровский (селение Фёдоровское) сельсоветы)), Дивовский, Душищевский, Иудинский, Козицынский, Леоновский, Малыгинский, Мишутинский, Сватковский, Язвицкий, Яковлевский
- из Сергиевской волости: Вихревский, Воздвиженский, Воронцовский, Деулинский, Зубцовский, Наугольновский, Троице-Слободский, Тураковский
- из Хотьковской волости: Ахтырский, Горбуновский, Морозовский, Новинковский, Репиховский, Сабуровский, Тешиловский, Хотьковский
- из Шараповской волости: Малинниковский, Сменовский, Торгашинский, Шараповский.

20 января 1930 года город Сергиев был переименован в Загорск, а район — в Загорский район.
6 марта 1930 года город Сергиев Московского округа переименован в город Загорск Постановлением ЦИК Союза ССР.
20 мая 1930 года из Щёлковского района в Загорский были переданы Булаковский и Новленский сельсоветы.
13 ноября 1931 года был упразднён Троице-Слободский сельсовет.
10 мая 1935 года упразднён Язвицкий сельсовет. 27 октября Булаковский и Новленский сельсоветы были возвращены в Щёлковский район.
5 апреля 1936 года были упразднены Малыгинский и Ярыгинский сельсоветы.
26 декабря 1938 года был образован рабочий посёлок Хотьково. Хотьковский сельсовет при этом упразднён.
17 июля 1939 года были упразднены Богородский (территория (селения Богородское и Отрада) была передана в Выпуковский с/с), Вихревский, Григорковский, Деулинский, Зубцовский, Новинковский, Сменовский, Чижевский и Яковлевский сельсоветы. Козицынский сельсовет был переименован в Березняковский, Торгашинский — в Охотинский, Сабуровский — в Алферьевский. К Выпуковскому с/с были присоединены селения Григорово и Язвицы, бывшие в административном подчинении рабочего посёлка Возрождение.
19 сентября 1939 года посёлок завода № 11 был преобразован в рабочий посёлок (пгт) Краснозаводский.
4 октября 1939 года к Выпуковскому с/с было присоединено селение Семенцево, бывшее в административном подчинении рабочего посёлка Краснозаводский.
6 июля 1940 года был образован дачный посёлок Семхоз. 7 октября рабочий посёлок (пгт) Краснозаводский преобразован в город Краснозаводск.
7 марта 1941 года Загорск получил статус города областного подчинения.
5 марта 1943 года из Струнинского района Ивановской области в Загорский район был передан завод «Красный факел» и посёлок Муханово при нём. 22 апреля Муханово получило статус рабочего посёлка.
27 июля 1949 года рабочий посёлок (пгт) Хотьково получил статус города.
22 мая 1952 года был образован дачный посёлок (пгт) Абрамцево.
14 июня 1954 года были упразднены Алферьевский, Горбуновский, Дивовский, Душищевский, Ерёминский, Иудинский, Леоновский, Малинниковский, Морозовский, Озерецкий, Охотинский, Репиховский, Сватковский, Соснинский, Тешиловский и Шараповский сельсоветы. Образованы Бужаниновский, Каменский и Митинский сельсоветы.
7 декабря 1957 года к Загорскому району были присоединены Богородский, Веригинский, Заболотьевский, Сковородинский, Константиновский, Кузьминский, Новошурмовский, Селковский, Хребтовский и Ченцовский сельсоветы упразднённого Константиновского района.
30 декабря 1959 года были упразднены Ахтырский, Заболотьевский, Новошурмовский и Сельковский сельсоветы. Хребтовский сельсовет был переименован в Торгашинский.
1 февраля 1963 года Загорский район был упразднён. При этом входившие в него города, дачные и рабочие посёлки были переданы в подчинение городу Загорску, а сельсоветы — в Мытищинский укрупнённый сельский район.
13 января 1965 года Загорский район был восстановлен. При этом в него вошли города Загорск, Хотьково и Краснозаводск, рабочий посёлок Муханово, дачные посёлки Абрамцево и Семхоз, а также вошли сельсоветы: Березняковский, Богородский, Бужаниновский, Васильевский, Веригинский, Воздвиженский, Воронцовский, Выпуковский (селения Богородское, Борисово, Выпуково, Геронтьево, Григорово, Жерлово, Несвитаево, Отрада, Семенцево, Сметьёво, Титовское, Фёдоровское и Язвицы), Закубежский, Каменский, Константиновский, Кузьминский, Марьинский, Митинский, Мишуковский, Наугольновский, Торгашинский, Тураковский и Ченцовский с/с.
2 декабря 1976 года были упразднены Воронцовский и Марьинский сельсоветы.
25 октября 1984 года были образованы рабочие посёлки (пгт) Богородское и Скоропусковский. Выпуковский сельсовет (все его населённые пункты (селения Богородское, Борисово, Выпуково, Геронтьево, Григорово, Жерлово, Несвитаево, Отрада, Семенцево, Сметьёво, Титовское, Фёдоровское и Язвицы) были переданы в административное подчинение рабочему посёлку Богородское) при этом был упразднён.
27 августа 1990 года Каменский сельсовет был переименован в Марьинский, а Богородский — в Шабурновский.
9 января 1991 года был образован Селковский сельсовет. 23 сентября город Загорск был переименован в Сергиев Посад, а Загорский район — в Сергиево-Посадский район.
3 февраля 1994 года сельсоветы были преобразованы в сельские округа.
28 марта 2000 года из части Краснозаводска был образован город Пересвет.
1 февраля 2001 года город Сергиев Посад утратил статус города областного подчинения.
14 сентября 2004 года дачный посёлок (пгт) Семхоз был включён в городскую черту Сергиева Посада. Одновременно дачный посёлок (пгт) Абрамцево и рабочий посёлок (пгт) Муханово были преобразованы в сельские населённые пункты.
Законом Московской области от 20 марта 2019 года Сергиево-Посадский муниципальный район был упразднён, а все входившие в его состав поселения 1 апреля 2019 года были объединены в единое муниципальное образование Сергиево-Посадский городской округ.
16 июня 2019 года Сергиево-Посадский район как административно-территориальная единица области упразднён, а вместо него образована новая административно-территориальная единица — город областного подчинения Сергиев Посад с административной территорией.

## Население
| 1931     | 1939     | 1959     | 1970     | 1979     | 1989     | 2002     |
| -------- | -------- | -------- | -------- | -------- | -------- | -------- |
| 69 980   | ↗101 765 | ↘84 828  | ↗98 141  | ↗108 689 | ↗123 404 | ↗230 481 |
| 2006     | 2009     | 2010     | 2011     | 2012     | 2013     | 2014     |
| ↗240 238 | ↘220 945 | ↗225 693 | ↘224 011 | →224 011 | ↘223 728 | ↘221 783 |
| 2015     | 2016     | 2017     | 2018     | 2019     |          |          |
| ↘220 842 | ↘219 440 | ↘218 313 | ↘216 363 | ↘214 155 |          |          |

### Национальный состав
По итогам переписи населения 2020 года проживали следующие национальности (национальности менее 0,1 % и другое, см. в сноске к строке «Другие»):
| Национальность | Численность, чел. | Доля     |
| -------------- | ----------------- | -------- |
| Русские        | 193 439           | 90,81 %  |
| Украинцы       | 1243              | 0,58 %   |
| Татары         | 910               | 0,43 %   |
| Армяне         | 737               | 0,35 %   |
| Мордва         | 342               | 0,16 %   |
| Белорусы       | 332               | 0,16 %   |
| Таджики        | 325               | 0,15 %   |
| Узбеки         | 292               | 0,14 %   |
| Азербайджанцы  | 240               | 0,11 %   |
| Другие         | 15 156            | 7,11 %   |
| Итого          | 213 016           | 100,00 % |

## Территориальное устройство
Город Сергиев Посад (Загорск) с 1941 до 2001 гг. не входил в состав Сергиево-Посадского (Загорского) района, обладая статусом города областного подчинения.
С 2001 до 2004 гг. в Сергиево-Посадский район входили 4 города районного подчинения (Сергиев Посад, Краснозаводск, Пересвет, Хотьково) и 5 посёлков городского типа (дачные посёлки Абрамцево, Богородское, Муханово, Семхоз и рабочий посёлок Скоропусковский) и 17 сельских округов (Березняковский, Бужаниновский, Васильевский, Веригинский, Воздвиженский, Закубежский, Константиновский, Кузьминский, Марьинский, Митинский, Мишутинский, Наугольновский, Селковский, Торгашинский, Тураковский, Ченцовский, Шабурновский).
С 2004 до 2006 гг. в район входили 4 города районного подчинения, 2 посёлка городского типа (рабочих посёлка) и 17 сельских округов: к этому времени два пгт были преобразованы в сёла (Абрамцево и Муханово), а один пгт (Семхоз) был влит в черту г. Сергиев Посад.
В Сергиево-Посадский муниципальный район с 2006 до 2019 гг. входило 12 муниципальных образований, в том числе 6 городских и 6 сельских поселений:
| №        | Муниципальное образование | Административный центр          | Количество населённых пунктов | Население (чел.) | Площадь (км²) |
| -------- | ------------------------- | ------------------------------- | ----------------------------- | ---------------- | ------------- |
| 1e-06    | Городские поселения:      |                                 |                               |                  |               |
| 1        | Богородское               | рабочий посёлок Богородское     | 14                            | ↘9473            | 75,19         |
| 2        | Краснозаводск             | город Краснозаводск             | 3                             | ↘14 198          | 40,42         |
| 3        | Пересвет                  | город Пересвет                  | 6                             | ↘13 706          | 43,63         |
| 4        | Сергиев Посад             | город Сергиев Посад             | 27                            | ↘108 887         | 224,41        |
| 5        | Скоропусковский           | рабочий посёлок Скоропусковский | 2                             | ↘6649            | 17,08         |
| 6        | Хотьково                  | город Хотьково                  | 30                            | ↘24 671          | 126,25        |
| 6.000002 | Сельские поселения:       |                                 |                               |                  |               |
| 7        | Березняковское            | деревня Березняки               | 32                            | ↘6764            | 219,21        |
| 8        | Васильевское              | посёлок Мостовик                | 26                            | ↘3406            | 186,66        |
| 9        | Лозовское                 | посёлок Лоза                    | 30                            | ↘6464            | 169,74        |
| 10       | Реммаш                    | посёлок Реммаш                  | 3                             | ↘7027            | 18,84         |
| 11       | Селковское                | деревня Селково                 | 47                            | ↘3678            | 432,54        |
| 12       | Шеметовское               | село Шеметово                   | 75                            | →9232            | 467,69        |

1 апреля 2019 года все городские и сельские поселения были упразднены и объединены в единое муниципальное образование Сергиево-Посадский городской округ.
6 сентября 2019 года деревня Зубачёво была включена в состав Сергиева Посада.

### Населённые пункты
В Сергиево-Посадский городской округ входят 294 населённых пунктов:
| №   | Населённый пункт | Тип                             | Население | бывшее муниципальное образование    |
| --- | ---------------- | ------------------------------- | --------- | ----------------------------------- |
| 1   | Абрамово         | деревня                         | ↗736      | сельское поселение Лозовское        |
| 2   | Абрамцево        | село                            | ↘209      | городское поселение Хотьково        |
| 3   | Агинтово         | деревня                         | ↗5        | сельское поселение Шеметовское      |
| 4   | Адамово          | деревня                         | ↘0        | сельское поселение Шеметовское      |
| 5   | Аким-Анна        | деревня                         | ↘2        | сельское поселение Шеметовское      |
| 6   | Акулово          | деревня                         | ↘3        | сельское поселение Шеметовское      |
| 7   | Алексеево        | деревня                         | ↗17       | сельское поселение Лозовское        |
| 8   | Алмазово         | деревня                         | ↘0        | сельское поселение Шеметовское      |
| 9   | Алферьево        | деревня                         | ↗21       | сельское поселение Васильевское     |
| 10  | Антипино         | деревня                         | ↘10       | городское поселение Хотьково        |
| 11  | Антолопово       | деревня                         | ↘0        | сельское поселение Шеметовское      |
| 12  | Антоново         | деревня                         | ↘16       | сельское поселение Шеметовское      |
| 13  | Арханово         | деревня                         | ↘14       | городское поселение Хотьково        |
| 14  | Афанасово        | деревня                         | ↘1        | сельское поселение Шеметовское      |
| 15  | Ахтырка          | деревня                         | ↘73       | городское поселение Хотьково        |
| 16  | Базыкино         | деревня                         | →10       | сельское поселение Шеметовское      |
| 17  | Барканово        | деревня                         | ↗9        | городское поселение Сергиев Посад   |
| 18  | Барово           | деревня                         | ↘14       | сельское поселение Селковское       |
| 19  | Башенка          | посёлок                         | 145       | сельское поселение Шеметовское      |
| 20  | Башлаево         | деревня                         | →0        | сельское поселение Васильевское     |
| 21  | Беликово         | посёлок                         | ↘4        | сельское поселение Березняковское   |
| 22  | Березняки        | деревня                         | ↘2405     | сельское поселение Березняковское   |
| 23  | Благовещенье     | село                            | ↗10       | городское поселение Сергиев Посад   |
| 24  | Боблово          | деревня                         | ↗12       | сельское поселение Селковское       |
| 25  | Бобошино         | деревня                         | ↘21       | сельское поселение Березняковское   |
| 26  | Бобошино         | село                            | →41       | сельское поселение Шеметовское      |
| 27  | Богородское      | рабочий посёлок                 | ↘9693     | городское поселение Богородское     |
| 28  | Богородское      | село                            | ↘19       | сельское поселение Шеметовское      |
| 29  | Большие Дубравы  | деревня                         | →3        | сельское поселение Селковское       |
| 30  | Бор              | деревня                         | ↘14       | сельское поселение Шеметовское      |
| 31  | Борисово         | деревня                         | ↗9        | городское поселение Богородское     |
| 32  | Борисцево        | деревня                         | →0        | сельское поселение Шеметовское      |
| 33  | Ботово           | деревня                         | ↘22       | сельское поселение Березняковское   |
| 34  | Бревново         | деревня                         | ↗103      | сельское поселение Лозовское        |
| 35  | Бубяково         | деревня                         | ↗34       | городское поселение Сергиев Посад   |
| 36  | Бужаниново       | село                            | ↘1721     | сельское поселение Березняковское   |
| 37  | Быково           | деревня                         | ↗38       | городское поселение Хотьково        |
| 38  | Былино           | деревня                         | ↗12       | сельское поселение Шеметовское      |
| 39  | Варавино         | деревня                         | →2        | сельское поселение Лозовское        |
| 40  | Васильевское     | село                            | ↘1264     | сельское поселение Васильевское     |
| 41  | Васильково       | деревня                         | ↘6        | городское поселение Сергиев Посад   |
| 42  | Васьково         | деревня                         | ↘17       | сельское поселение Васильевское     |
| 43  | Ваулино          | деревня                         | ↘9        | сельское поселение Селковское       |
| 44  | Веригино         | деревня                         | ↗65       | сельское поселение Селковское       |
| 45  | Взгляднево       | деревня                         | ↘3        | сельское поселение Березняковское   |
| 46  | Вихрево          | деревня                         | ↘0        | сельское поселение Лозовское        |
| 47  | Власово          | деревня                         | →31       | сельское поселение Селковское       |
| 48  | Воздвиженское    | село                            | ↗108      | сельское поселение Лозовское        |
| 49  | Вонякино         | деревня                         | ↘4        | сельское поселение Селковское       |
| 50  | Воронино         | деревня                         | ↗29       | сельское поселение Березняковское   |
| 51  | Вороново         | деревня                         | ↗21       | сельское поселение Селковское       |
| 52  | Воронцово        | деревня                         | ↗13       | городское поселение Сергиев Посад   |
| 53  | Ворохобино       | деревня                         | ↗14       | сельское поселение Васильевское     |
| 54  | Ворсково         | деревня                         | →0        | сельское поселение Шеметовское      |
| 55  | Выпуково         | село                            | ↗17       | городское поселение Богородское     |
| 56  | Высоково         | деревня                         | ↗15       | городское поселение Сергиев Посад   |
| 57  | Гаврилково       | деревня                         | ↘41       | городское поселение Хотьково        |
| 58  | Гагино           | деревня                         | →1        | сельское поселение Березняковское   |
| 59  | Гальнево         | деревня                         | ↘10       | сельское поселение Березняковское   |
| 60  | Генутьево        | деревня                         | ↘2        | сельское поселение Шеметовское      |
| 61  | Геронтьево       | деревня                         | ↗13       | городское поселение Богородское     |
| 62  | Глебово          | деревня                         | ↘17       | городское поселение Хотьково        |
| 63  | Глинково         | село                            | ↘628      | городское поселение Сергиев Посад   |
| 64  | Голыгино         | деревня                         | ↗40       | сельское поселение Лозовское        |
| 65  | Гольково         | деревня                         | →9        | городское поселение Сергиев Посад   |
| 66  | Горюшка          | деревня                         | ↗5        | сельское поселение Селковское       |
| 67  | Грачнево         | деревня                         | →3        | сельское поселение Шеметовское      |
| 68  | Григорово        | деревня                         | ↗18       | городское поселение Богородское     |
| 69  | Григорово        | хутор                           | ↘5        | сельское поселение Селковское       |
| 70  | Дерюзино         | село                            | ↘12       | сельское поселение Березняковское   |
| 71  | Деулино          | село                            | ↗95       | городское поселение Сергиев Посад   |
| 72  | Дивово           | деревня                         | ↘3        | сельское поселение Березняковское   |
| 73  | Дмитровское      | деревня                         | ↘3        | сельское поселение Селковское       |
| 74  | Дмитровское      | село                            | ↗34       | сельское поселение Шеметовское      |
| 75  | Добрая Слободка  | деревня                         | ↘4        | сельское поселение Шеметовское      |
| 76  | Дубининское      | деревня                         | ↘28       | сельское поселение Березняковское   |
| 77  | Дубки            | деревня                         | ↘3        | сельское поселение Шеметовское      |
| 78  | Душищево         | деревня                         | ↗24       | сельское поселение Березняковское   |
| 79  | Дьяконово        | деревня                         | ↘0        | сельское поселение Шеметовское      |
| 80  | Ерёмино          | деревня                         | ↘0        | сельское поселение Лозовское        |
| 81  | Ерёмино          | село                            | ↘4        | сельское поселение Шеметовское      |
| 82  | Жёлтиково        | посёлок железнодорожной станции | ↘107      | городское поселение Хотьково        |
| 83  | Жерлово          | деревня                         | ↘3        | городское поселение Богородское     |
| 84  | Житниково        | деревня                         | ↗8        | сельское поселение Васильевское     |
| 85  | Жучки            | деревня                         | ↘1484     | городское поселение Хотьково        |
| 86  | Заболотье        | село                            | ↗67       | сельское поселение Селковское       |
| 87  | Загорские Дали   | посёлок                         | ↗1935     | городское поселение Сергиев Посад   |
| 88  | Закубежье        | село                            | ↘168      | сельское поселение Шеметовское      |
| 89  | Замостье         | деревня                         | ↘1        | сельское поселение Селковское       |
| 90  | Запольское       | деревня                         | ↘13       | сельское поселение Селковское       |
| 91  | Заречный         | посёлок                         | ↘728      | сельское поселение Лозовское        |
| 92  | Захарьино        | деревня                         | ↗8        | городское поселение Сергиев Посад   |
| 93  | Здравница        | посёлок                         | ↘489      | сельское поселение Лозовское        |
| 94  | Зелёная Дубрава  | посёлок                         | ↘116      | сельское поселение Березняковское   |
| 95  | Золотилово       | деревня                         | ↗132      | городское поселение Хотьково        |
| 96  | Зубцово          | деревня                         | ↘560      | сельское поселение Лозовское        |
| 97  | Иваньково        | деревня                         | ↗30       | сельское поселение Шеметовское      |
| 98  | Ивашково         | деревня                         | ↗22       | городское поселение Сергиев Посад   |
| 99  | Ивнягово         | деревня                         | ↗8        | сельское поселение Васильевское     |
| 100 | Игнатьево        | деревня                         | ↘22       | городское поселение Пересвет        |
| 101 | Игнашино         | деревня                         | ↘1        | сельское поселение Шеметовское      |
| 102 | Ильинки          | деревня                         | ↗9        | сельское поселение Лозовское        |
| 103 | Истомино         | деревня                         | ↘8        | сельское поселение Березняковское   |
| 104 | Иудино           | село                            | ↗46       | сельское поселение Реммаш           |
| 105 | Калошино         | деревня                         | ↘22       | сельское поселение Селковское       |
| 106 | Каменки          | деревня                         | ↘62       | сельское поселение Васильевское     |
| 107 | Катунино         | деревня                         | →1        | сельское поселение Селковское       |
| 108 | Киримово         | деревня                         | →12       | сельское поселение Лозовское        |
| 109 | Кисляково        | деревня                         | ↘15       | сельское поселение Шеметовское      |
| 110 | Климово          | деревня                         | ↘0        | сельское поселение Селковское       |
| 111 | Коврово          | деревня                         | ↗22       | городское поселение Пересвет        |
| 112 | Козицино         | деревня                         | ↗14       | сельское поселение Березняковское   |
| 113 | Козлово          | деревня                         | ↘11       | сельское поселение Шеметовское      |
| 114 | Константиново    | село                            | ↘747      | сельское поселение Шеметовское      |
| 115 | Короськово       | деревня                         | ↗28       | городское поселение Хотьково        |
| 116 | Корытцево        | деревня                         | ↗17       | сельское поселение Шеметовское      |
| 117 | Костромино       | деревня                         | ↘4        | сельское поселение Васильевское     |
| 118 | Крапивино        | деревня                         | ↗15       | городское поселение Сергиев Посад   |
| 119 | Красная Сторожка | деревня                         | ↘15       | городское поселение Пересвет        |
| 120 | Краснозаводск    | город                           | ↘14 290   | городское поселение Краснозаводск   |
| 121 | Кудрино          | деревня                         | ↗22       | городское поселение Хотьково        |
| 122 | Кузьминки        | деревня                         | ↗9        | сельское поселение Васильевское     |
| 123 | Кузьмино         | деревня                         | ↗756      | сельское поселение Шеметовское      |
| 124 | Кулебякино       | деревня                         | ↘2        | сельское поселение Шеметовское      |
| 125 | Куроедово        | деревня                         | ↘0        | сельское поселение Лозовское        |
| 126 | Кустово          | деревня                         | ↗7        | сельское поселение Шеметовское      |
| 127 | Кучки            | село                            | ↗14       | сельское поселение Шеметовское      |
| 128 | Лазарево         | деревня                         | ↗78       | сельское поселение Васильевское     |
| 129 | Левково          | деревня                         | ↗9        | сельское поселение Васильевское     |
| 130 | Леоново          | деревня                         | ↗44       | сельское поселение Березняковское   |
| 131 | Лесхоза          | посёлок                         | ↘1194     | городское поселение Сергиев Посад   |
| 132 | Лешково          | деревня                         | ↘48       | сельское поселение Лозовское        |
| 133 | Листвянка        | посёлок                         | ↘6        | сельское поселение Березняковское   |
| 134 | Лихачёво         | деревня                         | →0        | сельское поселение Шеметовское      |
| 135 | Лоза             | посёлок                         | ↗3138     | сельское поселение Лозовское        |
| 136 | Лычёво           | деревня                         | ↗4        | сельское поселение Лозовское        |
| 137 | Ляпино           | деревня                         | ↘7        | сельское поселение Лозовское        |
| 138 | Македонка        | деревня                         | ↘5        | сельское поселение Селковское       |
| 139 | Малинки          | деревня                         | ↘4        | сельское поселение Селковское       |
| 140 | Малинники        | деревня                         | ↗39       | сельское поселение Березняковское   |
| 141 | Малые Дубравы    | деревня                         | ↘3        | сельское поселение Селковское       |
| 142 | Маньково         | деревня                         | ↘26       | городское поселение Сергиев Посад   |
| 143 | Мардарьево       | деревня                         | →3        | сельское поселение Селковское       |
| 144 | Марино           | деревня                         | ↗15       | сельское поселение Березняковское   |
| 145 | Марьино          | деревня                         | ↘764      | сельское поселение Шеметовское      |
| 146 | Матрёнки         | деревня                         | →2        | городское поселение Хотьково        |
| 147 | Махра            | деревня                         | ↘9        | сельское поселение Шеметовское      |
| 148 | Машино           | деревня                         | ↗30       | городское поселение Хотьково        |
| 149 | Машутино         | деревня                         | ↗9        | сельское поселение Шеметовское      |
| 150 | Мергусово        | деревня                         | ↘4        | сельское поселение Селковское       |
| 151 | Меркурьево       | деревня                         | ↘5        | сельское поселение Селковское       |
| 152 | Механизаторов    | посёлок                         | ↘56       | городское поселение Хотьково        |
| 153 | Мехово           | деревня                         | ↘4        | сельское поселение Реммаш           |
| 154 | Минино           | деревня                         | ↗1        | сельское поселение Шеметовское      |
| 155 | Митино           | деревня                         | ↘5        | сельское поселение Березняковское   |
| 156 | Митино           | хутор                           | ↘54       | городское поселение Хотьково        |
| 157 | Михалёво         | деревня                         | →5        | сельское поселение Шеметовское      |
| 158 | Мишутино         | село                            | ↘1075     | городское поселение Сергиев Посад   |
| 159 | Морозово         | село                            | ↘149      | городское поселение Хотьково        |
| 160 | Морозово         | деревня                         | →6        | сельское поселение Селковское       |
| 161 | Мостовик         | посёлок                         | ↘1995     | сельское поселение Васильевское     |
| 162 | Мутовки          | деревня                         | →28       | городское поселение Хотьково        |
| 163 | Муханово         | село                            | ↘544      | городское поселение Богородское     |
| 164 | Назарьево        | деревня                         | ↗24       | сельское поселение Лозовское        |
| 165 | Напольское       | деревня                         | ↗36       | городское поселение Сергиев Посад   |
| 166 | Наугольное       | деревня                         | ↗184      | городское поселение Сергиев Посад   |
| 167 | Несвитаево       | деревня                         | →0        | городское поселение Богородское     |
| 168 | НИИРП            | посёлок                         | ↘927      | городское поселение Сергиев Посад   |
| 169 | Никульское       | деревня                         | ↘1        | сельское поселение Березняковское   |
| 170 | Никульское       | село                            | ↘22       | сельское поселение Шеметовское      |
| 171 | Новая Шурма      | деревня                         | ↘5        | сельское поселение Селковское       |
| 172 | Новиково         | хутор                           | ↗7        | сельское поселение Шеметовское      |
| 173 | Новиково         | деревня                         | ↗8        | сельское поселение Шеметовское      |
| 174 | Новинки          | деревня                         | ↗17       | сельское поселение Васильевское     |
| 175 | Ново             | деревня                         | ↘6        | сельское поселение Селковское       |
| 176 | Новожёлтиково    | деревня                         | ↗15       | сельское поселение Васильевское     |
| 177 | Новоподушкино    | деревня                         | ↗95       | городское поселение Хотьково        |
| 178 | Новосёлки        | село                            | ↗15       | городское поселение Хотьково        |
| 179 | Новосёлки        | деревня                         | ↘10       | сельское поселение Лозовское        |
| 180 | Новосёлки        | слободка                        | →0        | сельское поселение Селковское       |
| 181 | Новосёлки        | хутор                           | ↗7        | сельское поселение Шеметовское      |
| 182 | Озерецкое        | село                            | ↘60       | сельское поселение Васильевское     |
| 183 | Окаёмово         | деревня                         | →8        | сельское поселение Шеметовское      |
| 184 | Опарино          | деревня                         | ↘3        | сельское поселение Шеметовское      |
| 185 | ОРГРЭС           | посёлок                         | ↘245      | городское поселение Хотьково        |
| 186 | Охотино          | деревня                         | ↗1        | сельское поселение Лозовское        |
| 187 | Пальчино         | деревня                         | ↘18       | сельское поселение Васильевское     |
| 188 | Парфёнково       | деревня                         | →0        | сельское поселение Шеметовское      |
| 189 | Парфёново        | село                            | ↗6        | городское поселение Пересвет        |
| 190 | Паюсово          | деревня                         | →0        | сельское поселение Шеметовское      |
| 191 | Пересвет         | город                           | ↘11 434   | городское поселение Пересвет        |
| 192 | Переславичи      | деревня                         | ↗44       | сельское поселение Селковское       |
| 193 | Петрушино        | деревня                         | ↘10       | сельское поселение Селковское       |
| 194 | Плотихино        | деревня                         | ↗27       | сельское поселение Селковское       |
| 195 | Подсосино        | деревня                         | ↗13       | сельское поселение Лозовское        |
| 196 | Подушкино        | деревня                         | ↗38       | городское поселение Хотьково        |
| 197 | Полубарское      | деревня                         | ↘25       | сельское поселение Селковское       |
| 198 | Посевьево        | деревня                         | ↗66       | сельское поселение Шеметовское      |
| 199 | Прикащецкое      | деревня                         | ↘5        | сельское поселение Шеметовское      |
| 200 | Прокшино         | деревня                         | →0        | сельское поселение Васильевское     |
| 201 | Псарёво          | деревня                         | ↗12       | сельское поселение Васильевское     |
| 202 | Пузино           | деревня                         | ↘10       | сельское поселение Васильевское     |
| 203 | Пустое Рождество | деревня                         | ↗1        | сельское поселение Селковское       |
| 204 | Путятино         | деревня                         | ↗130      | сельское поселение Березняковское   |
| 205 | Радонеж          | село                            | ↘5        | сельское поселение Лозовское        |
| 206 | Разделенцы       | деревня                         | →0        | сельское поселение Шеметовское      |
| 207 | Редриковы Горы   | деревня                         | ↘8        | сельское поселение Березняковское   |
| 208 | Реммаш           | посёлок                         | ↘5941     | сельское поселение Реммаш           |
| 209 | Ремнёво          | хутор                           | →1        | сельское поселение Селковское       |
| 210 | Репихово         | деревня                         | ↗162      | городское поселение Хотьково        |
| 211 | Репихово         | посёлок                         | ↘210      | городское поселение Хотьково        |
| 212 | Рогачёво         | деревня                         | ↗188      | городское поселение Краснозаводск   |
| 213 | Рязанцы          | деревня                         | ↘7        | сельское поселение Лозовское        |
| 214 | Садовниково      | деревня                         | ↗12       | сельское поселение Шеметовское      |
| 215 | Сальково         | деревня                         | ↘3        | сельское поселение Селковское       |
| 216 | Самойлово        | деревня                         | ↘3        | городское поселение Пересвет        |
| 217 | Самотовино       | деревня                         | ↘793      | сельское поселение Шеметовское      |
| 218 | Сахарово         | деревня                         | ↘3        | сельское поселение Шеметовское      |
| 219 | Сватково         | село                            | ↘1853     | сельское поселение Березняковское   |
| 220 | Селиваново       | деревня                         | ↗5        | сельское поселение Шеметовское      |
| 221 | Селихово         | деревня                         | ↘0        | сельское поселение Шеметовское      |
| 222 | Селково          | деревня                         | ↗1300     | сельское поселение Селковское       |
| 223 | Селково          | хутор                           | ↘0        | сельское поселение Селковское       |
| 224 | Семёнково        | деревня                         | ↘960      | городское поселение Краснозаводск   |
| 225 | Семенцево        | деревня                         | ↘17       | городское поселение Богородское     |
| 226 | Сергиев Посад    | город                           | ↘98 251   | городское поселение Сергиев Посад   |
| 227 | Симоново         | деревня                         | ↘0        | сельское поселение Шеметовское      |
| 228 | Ситники          | посёлок                         | ↗165      | сельское поселение Лозовское        |
| 229 | Сковородино      | деревня                         | ↗2        | сельское поселение Шеметовское      |
| 230 | Скоропусковский  | пгт                             | ↘6391     | городское поселение Скоропусковский |
| 231 | Скорынино        | деревня                         | ↘1        | сельское поселение Селковское       |
| 232 | Слабнево         | деревня                         | ↘16       | сельское поселение Березняковское   |
| 233 | Слободка         | деревня                         | ↘3        | сельское поселение Березняковское   |
| 234 | Слотино          | деревня                         | ↘3        | сельское поселение Березняковское   |
| 235 | Смена            | деревня                         | ↘4        | городское поселение Сергиев Посад   |
| 236 | Сметьёво         | деревня                         | ↘3        | городское поселение Богородское     |
| 237 | Снятинка         | деревня                         | ↘3        | сельское поселение Селковское       |
| 238 | Сорокино         | деревня                         | ↗9        | сельское поселение Селковское       |
| 239 | Соснино          | деревня                         | ↗7        | сельское поселение Васильевское     |
| 240 | Спасс-Торбеево   | деревня                         | →0        | сельское поселение Лозовское        |
| 241 | Старогригорово   | деревня                         | ↘0        | сельское поселение Шеметовское      |
| 242 | Старожёлтиково   | деревня                         | ↗10       | сельское поселение Васильевское     |
| 243 | Степково         | деревня                         | →22       | городское поселение Скоропусковский |
| 244 | Строилово        | деревня                         | ↗9        | сельское поселение Селковское       |
| 245 | Стройково        | деревня                         | ↘3        | городское поселение Хотьково        |
| 246 | Судниково        | деревня                         | →0        | сельское поселение Шеметовское      |
| 247 | Суропцово        | деревня                         | ↘11       | сельское поселение Березняковское   |
| 248 | Сырнево          | деревня                         | ↗19       | сельское поселение Шеметовское      |
| 249 | Сырнево          | посёлок                         | ↗52       | сельское поселение Шеметовское      |
| 250 | Тарбеево         | деревня                         | ↗14       | сельское поселение Васильевское     |
| 251 | Тарбинское       | деревня                         | ↘1        | сельское поселение Шеметовское      |
| 252 | Терпигорьево     | деревня                         | ↘8        | сельское поселение Березняковское   |
| 253 | Тешилово         | деревня                         | ↘11       | городское поселение Хотьково        |
| 254 | Титовское        | село                            | ↘2        | городское поселение Богородское     |
| 255 | Толстоухово      | деревня                         | ↗5        | сельское поселение Селковское       |
| 256 | Топорково        | деревня                         | ↗158      | городское поселение Сергиев Посад   |
| 257 | Торгашино        | деревня                         | ↗994      | сельское поселение Селковское       |
| 258 | Торжнево         | деревня                         | →0        | сельское поселение Шеметовское      |
| 259 | Трёхселище       | деревня                         | ↗208      | сельское поселение Селковское       |
| 260 | Тураково         | деревня                         | ↘321      | городское поселение Сергиев Посад   |
| 261 | Уголки           | деревня                         | ↘9        | городское поселение Хотьково        |
| 262 | Устинки          | деревня                         | ↘2        | сельское поселение Васильевское     |
| 263 | Фалисово         | деревня                         | ↗6        | сельское поселение Шеметовское      |
| 264 | Фёдоровское      | деревня                         | ↗29       | городское поселение Богородское     |
| 265 | Федорцово        | деревня                         | ↘769      | сельское поселение Селковское       |
| 266 | Филимоново       | деревня                         | ↗32       | городское поселение Хотьково        |
| 267 | Филипповское     | деревня                         | ↘1        | сельское поселение Шеметовское      |
| 268 | Филисово         | деревня                         | ↘1        | сельское поселение Шеметовское      |
| 269 | Фролово          | деревня                         | ↘3        | городское поселение Сергиев Посад   |
| 270 | Хомяково         | село                            | ↗58       | городское поселение Сергиев Посад   |
| 271 | Хотьково         | город                           | ↘20 468   | городское поселение Хотьково        |
| 272 | Хребтово         | деревня                         | ↘20       | сельское поселение Селковское       |
| 273 | Царевское        | деревня                         | ↗14       | сельское поселение Васильевское     |
| 274 | Чарково          | деревня                         | ↘6        | городское поселение Сергиев Посад   |
| 275 | Ченцы            | деревня                         | ↗28       | сельское поселение Шеметовское      |
| 276 | Чернецкое        | деревня                         | ↗14       | сельское поселение Шеметовское      |
| 277 | Чижево           | деревня                         | ↗10       | сельское поселение Шеметовское      |
| 278 | Чирково          | деревня                         | ↗24       | сельское поселение Шеметовское      |
| 279 | Шабурново        | деревня                         | ↗1155     | сельское поселение Шеметовское      |
| 280 | Шапилово         | деревня                         | ↗70       | городское поселение Хотьково        |
| 281 | Шарапово         | деревня                         | ↗778      | сельское поселение Лозовское        |
| 282 | Шелково          | деревня                         | ↘0        | сельское поселение Лозовское        |
| 283 | Шеметово         | село                            | ↘4024     | сельское поселение Шеметовское      |
| 284 | Шепелево         | деревня                         | →8        | сельское поселение Селковское       |
| 285 | Шильцы           | деревня                         | ↘5        | сельское поселение Лозовское        |
| 286 | Шитова Сторожка  | деревня                         | ↗14       | сельское поселение Лозовское        |
| 287 | Шубино           | деревня                         | ↘5        | городское поселение Богородское     |
| 288 | Шубино           | хутор                           | →0        | сельское поселение Березняковское   |
| 289 | Юдино            | деревня                         | ↗2        | сельское поселение Шеметовское      |
| 290 | Юрцово           | деревня                         | ↗7        | сельское поселение Селковское       |
| 291 | Язвицы           | деревня                         | ↗19       | городское поселение Богородское     |
| 292 | Яковлево         | деревня                         | ↘4        | сельское поселение Березняковское   |
| 293 | Ярыгино          | деревня                         | ↗11       | сельское поселение Васильевское     |
| 294 | Ясниково         | деревня                         | ↗14       | сельское поселение Шеметовское      |

## Общая карта
Легенда карты:
|  | Более 100 000 жителей |
|  | 10 000—50 000 жителей |
|  | 5000—10 000 жителей   |
|  | 1000—5000 жителей     |
|  | 500—1000 жителей      |

## СМИ

### Газета «Вперёд»
Муниципальная общественно-политическая газета Сергиево-Посадского района выходит с 1918 года и является старейшим изданием на территории Московской области. Распространяется на территории всего Сергиево-Посадского района. Тираж — более 10000 экземпляров. Выходит два раза в неделю (среда и суббота). Количество полос — от 20 до 28. Формат — A3. Полноцвет. Из газеты можно узнать текущие районные новости политики, экономики, спорта. В газете публикуется информация о конкурсах и котировках на территории Сергиева Посада и Сергиево-Посадского района. Учредитель — Администрация Сергиево-Посадского муниципального района.

## Транспорт
По территории района проходят участки железных дорог Москва — Архангельск (Ярославское направление МЖД), Пост 81 км — Дмитров / Яхрома (Большое кольцо МЖД) и несколько грузовых линий разной протяжённости. Важнейшие автодороги: Москва — Архангельск (Ярославское шоссе), Сергиев Посад — Углич, «Второе бетонное кольцо».

## Люди, связанные с районом

### Герои Советского Союза, полные кавалеры ордена Славы
- Алексеев, Александр Иванович, Герой Советского Союза, командир роты 1-го мотострелкового батальона 69-й механизированной бригады.
- Алексеев, Анатолий Дмитриевич — Герой Советского Союза, военный лётчик, лётчик-испытатель, почётный гражданин Сергиево-Посадского района
- Барсуков, Александр Яковлевич — Герой Советского Союза, генерал-майор
- Булычёв, Николай Сазонович — полный кавалер ордена Славы, дипломат, Чрезвычайный и Полномочный посланник 1-го класса
- Васильев, Михаил Петрович — полный кавалер ордена Славы
- Воронцов, Михаил Егорович — Герой Советского Союза, слесарь ЗОМЗа
- Гаганов, Алексей Георгиевич — капитан, командир танка Т-34-85 267-го отдельного танкового батальона 23-й танковой бригады 9-го танкового корпуса
- Евсиков, Иван Иванович — полный кавалер ордена Славы
- Емельянов, Василий Александрович — Герой Советского Союза, мастер НИИПХ
- Жеребин, Дмитрий Сергеевич — Герой Советского Союза, генерал-полковник, почётный гражданин Сергиево-Посадского района
- Исаев, Василий Ефимович — Герой Советского Союза, работник ЗОМЗа
- Кузьминов, Иван Герасимович, лейтенант, командир взвода 220-й танковой бригады.
- Куликов, Фёдор Алексеевич — гвардии старшина, механик-водитель танка 21-й гвардейской танковой бригады, 5-го гвардейского танкового корпуса. После демобилизации работал сборщиком-механиком на ЗЭМЗе.
- Митькин, Борис Викторович — лейтенант, командир миномётной роты 1035-го стрелкового полка, 280-й стрелковой дивизии.
- Монетов, Николай Александрович — Герой Российской Федерации
- Налдин, Василий Савельевич — полный кавалер ордена Славы
- Немков, Василий Иванович — полный кавалер ордена Славы, слесарь-сантехник совхоза «Константиновский»
- Нехаев, Михаил Константинович — Герой Советского Союза, рабочий ЗОМЗа, почётный гражданин Сергиево-Посадского района
- Николаев, Михаил Васильевич — Герой Советского Союза, рабочий ЗОМЗа, почётный гражданин Сергиево-Посадского района
- Паршин, Георгий Михайлович — дважды Герой Советского Союза, военный лётчик, лётчик-испытатель
- Разин, Сергей Степанович — Герой Советского Союза
- Симоненков, Николай Николаевич — Герой Советского Союза
- Смирнов, Александр Яковлевич — Герой Советского Союза, слесарь-сборщик ЗЭМЗа
- Суриков, Алексей Павлович, старшина, командир взвода противотанковой роты 350-го истребительно-противотанкового дивизиона 294-й стелковой дивизии.
- Ушанов, Алексей Васильевич — полный кавалер ордена Славы
- Чебадухин, Василий Сергеевич — полный кавалер ордена Славы трёх степеней, почётный гражданин Сергиево-Посадского района
- Шаренков, Николай Иванович — полный кавалер ордена Славы
- Шляков, Иван Дмитриевич, гвардии лейтенант, командир танкового взвода 23-го гвардейского танкового полка 4-й гвардейской механизированной бригады 2-го гвардейского механизированного корпуса
- Шубин, Василий Алексеевич — Герой Советского Союза

### Почётные граждане
- Балдин, Виктор Иванович — заслуженный архитектор РСФСР; почётный гражданин г. Бремен (Германия)
- Барченков, Николай Иванович — народный художник РСФСР
- Барынин, Вячеслав Александрович — заслуженный машиностроитель России
- Беляев, Николай Яковлевич — заслуженный художник РСФСР
- Боков, Виктор Фёдорович — народный поэт России
- Булавин, Леонид Прокофьевич — директор Загорского оптико-механического завода в 1955—1978 годах
- Вареных, Николай Михайлович — директор Научно-исследовательского института прикладной химии
- Варфоломеев, Николай Григорьевич — кавалер ордена Красной Звезды, почётный работник ЗОМЗа
- Ведьмин, Борис Викторович — строитель и фотохудожник
- Григорьев, Павел Иванович — заслуженный машиностроитель РСФСР
- Демин, Николай Семенович — заслуженный строитель России
- Замышляев, Баррикад Вячеславович — дважды лауреат Государственной премии СССР, генерал-лейтенант
- Карпычев, Владимир Иванович — директор Загорского лакокрасочного завода, заслуженный химик Российской Федерации
- Курочкин, Владимир Алексеевич — Герой Социалистического Труда, лауреат Государственной премии, заслуженный машиностроитель России
- Лебедев, Владимир Иванович — директор завода «Электроизолит»
- Макаров, Александр Александрович — кавалер ордена Ленина, директор НИИХимМаш
- Миронов, Валентин Николаевич — государственный советник юстиции
- Попов, Виктор Германович — Герой Социалистического Труда
- Ридигер, Алексей Михайлович — Патриарх Московский и всея Руси Алексий II
- Силин, Николай Александрович — трижды лауреат Государственной премии СССР
- Скибин, Алексей Иванович — директор племенных птицеводческих хозяйств «Загорский» и «Смена»
- Трофимов, Игнатий Викентьевич — архитектор и реставратор Троице-Сергиевой Лавры
- Тучемский, Лев Ипполитович — заслуженный работник сельского хозяйства России
- Фёдоров, Николай Константинович — банкир
- Фисинин, Владимир Иванович — директор института птицеводства
- Хинкус, Клара Соломоновна — заслуженный врач РСФСР

### Родившиеся в районе
- Белов, Иван Михайлович (1905—1961) — советский военачальник, генерал-полковник авиации
- Боков, Виктор Фёдорович (1914—2009) — народный поэт России, родился в деревне Язвицы неподалёку от города Краснозаводска Сергиево-Посадского района
- Сазонова, Нина Афанасьевна (1917—2004) — актриса театра и кино, народная артистка СССР (1977)

## Достопримечательности

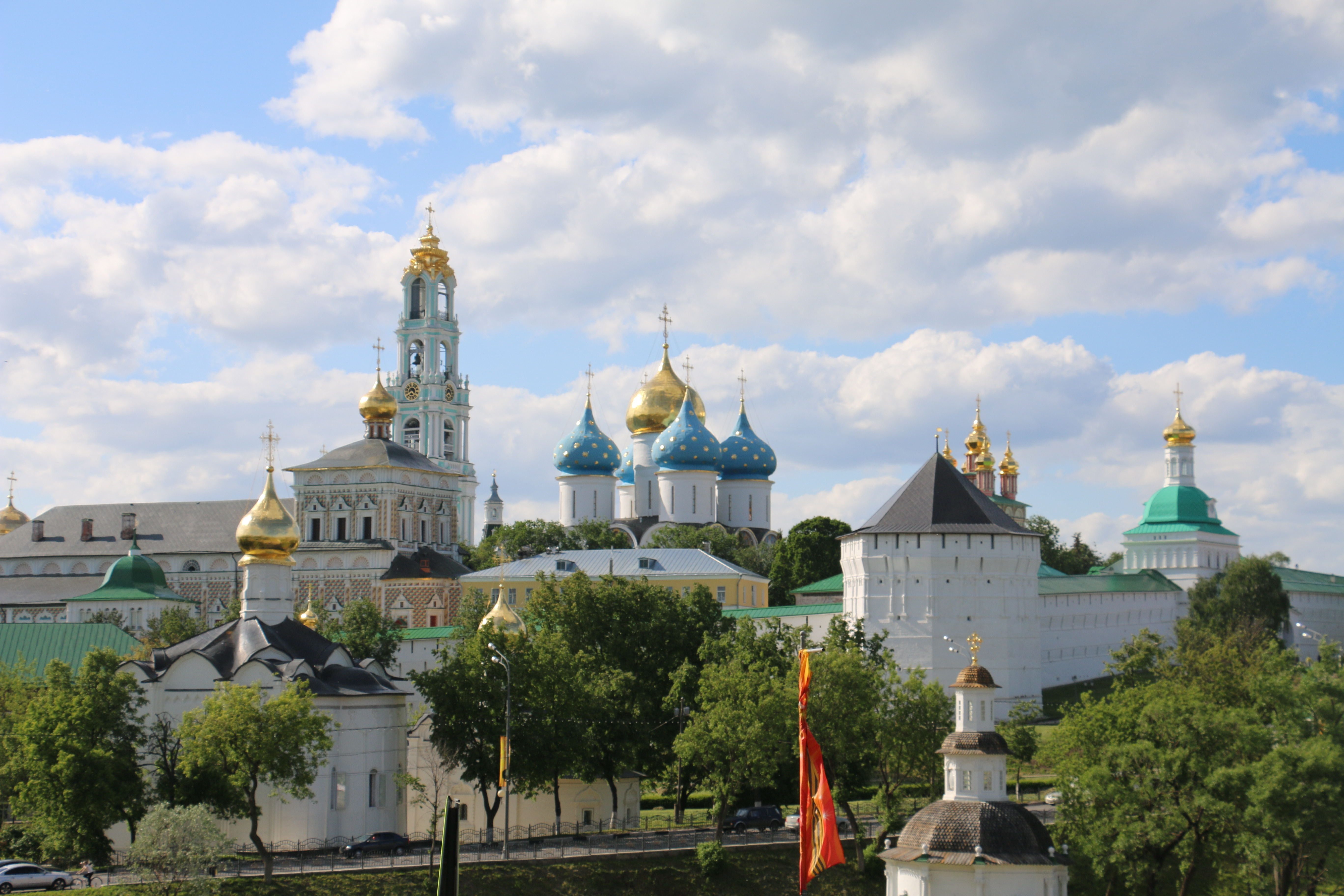
Троице-Сергиева лавра

- Троице-Сергиева лавраТроице-Сергиева лавра и другие памятники Сергиева Посада
- Покровский монастырь в Хотьково
- Казанская церковь в селе Шеметово (1676)
- Музей-усадьба Абрамцево
- Городище Радонеж
- Водопад «Гремячий ключ»

## Археология
- В 1,2 км к востоку от деревни Минино и в 2,5 км к северу-северо-востоку от деревни Сковородино, в 200 м к юго-западу от стрелки реки Дубны и её правобережного притока реки Сулать на Заболотском торфянике находятся стоянка и могильник эпохи мезолита Минино 2. В верхнем мезолитическом культурном слое раскопа 2 содержатся находки бутовской культуры, в нижнем — немногочисленные находки рессетинской культуры. В раскопе I верхний слой содержит находки эпох мезолита/неолита/бронзы, нижний — мезолитические изделия. В раскопе 1 в двух ямах были найдены погребения людей, представленные, несмотря на большие размеры могильных ям, двумя черепами. Погребение I принадлежит особи женского пола возрастом 13—15 лет. На правой лобной кости черепа имеются следы проникающей травмы, которая, возможно, явилась причиной смерти. Погребение 2 расположено несколько выше погребения 1. Радиоуглеродный возраст образца почвы из могильной ямы составляет 8982 калиброванных года до настоящего времени[40][41]. Всего на памятнике Минино 2 изучено четыре захоронения, выявлены поселенческие слои финально-палеолитической рессетинской и мезолитической заднепилевской культур. На вепсовской стадии валдайского оледенения (около 15,5—14,5 тыс. л. н.) в процессе обсыхания Верхневолжской низменности в юго-восточной части бывшей озерной котловины сформировалась цепочка остаточных озёр, дренируемых руслом реки Пра-Дубны. Заселение Заболотского палеоозера произошло в финальном плейстоцене (около 13,0—12,5 тыс. л. н.) населением рессетинской культуры. Всего в пределах Заболотского полигона выявлено не менее 25 памятников археологии. Многослойная стоянка и могильник Замостье 5 приурочены к правому искусственному берегу реки Дубны в 100 м к югу от устья её правобережного притока реки Сулать[42][43]
- Неолитическая стоянка Замостье-2 (VI—V тыс. до н. э.) на реке Дубна
- Кузьминский могильник фатьяновской культуры[44]
- Кикинское городище раннего железа и раннего средневековья (I тыс. до н. э. — I пол. I тыс. н. э.) на реке Веле